# Нейтхотеп
Нейтхотеп (IV тис. до н. е.) — давньоєгипетська правителька, цариця часів I династії. Перша давньоєгипетська цариця, чиє ім'я відоме.

## Життєпис
Географічне положення гробниці Нейтхотеп може вказувати на нижньоєгипетське походження. За однією з гіпотез фараон Нармер узяв Нейтхотеп в дружини, щоб таким чином або узаконити об'єднання Верхнього і Нижнього Єгипту, або ж щоб підготувати країну до даної події.
Була матір'ю наступного фараона Хор-Аха. Обіймала місце цариці при Нармері протягом останніх років його правління. Про це свідчать глиняні відбитки з іменами Нармера і Хор-Аха, виявлені в її гробниці. Тоді ж носила титули Перша серед жінок та Дружина серед Двох Володарок.
Нейтхотеп могла правити самостійно деякий час, оскільки її ім'я з'являється у власному серекхе на глиняних відбитках з гробниці царя Хор-Аха, в якому атрибут бога Гора замінений на аналогічний символ богині Нейт. Крім наявності серекха в імені, доказом на користь одноосібного правління Нейтхотеп також виступають і розміри її гробниці. Однак похоронна стела Нейтхотеп досі не виявлена, тому гіпотеза про її самодержавство не є загальновизнаною серед учених.
Низка дослідників припустили, що, можливо, цариця Нейтхотеп була ідентична фараону Теті I, ім'я якого традиційно ототожнюється з прямим спадкоємцем царя Менеса, Джером. Вони вважають, що Нейтхотеп могла взяти на себе тимчасові зобов'язання з управління державою в той час, коли її небіж, фараон Джер, був ще неповнолітнім і, отже, занадто молодим для будь-якого вмілого царювання. Дану гіпотезу підтримує і згадка імені царя Теті I з I династії в Туринському царському папірусі, згідно з яким він правив лише 1 рік і 45 днів.
У південній частині ранньодинастичного некрополя в Накаді розташовується поховальний комплекс Нейтхотеп, в який входила велика мастаба (53,4x26,7 м), нині практично зруйнована внаслідок ерозії. Вперше розкопки в цьому місці почали проводитися Жаком де Морганом в 1897 році, а пізніше Людвіг Борхардт повторно вивчив рештки гробниці.